# Soridopsis biapicata
Soridopsis biapicata là một loài bọ cánh cứng trong họ Cerambycidae.